# Provinciale weg 996
De provinciale weg 996 (N996) is een provinciale weg in de Nederlandse provincie Groningen. De weg vormt een verbinding tussen de N361 nabij Winsum en de N360 ter hoogte van Garrelsweer. Ten westen van Loppersum heeft de weg een aansluiting op de N46 richting Groningen en de Eemshaven.
De weg is uitgevoerd als tweestrooks-gebiedsontsluitingsweg met een maximumsnelheid van 80 km/h. In de gemeente Het Hogeland heet de weg achtereenvolgens Onderdendamsterweg, Winsumerweg en Middelstumerweg. In de gemeente Eemsdelta heet de weg achtereenvolgens Onderdendamsterweg, Fraamklapsterweg, Delleweg, Stedumerweg en Wijmersweg. De route volgt tussen Winsum en Onderdendam het Winsumerdiep. Tussen Onderdendam en Fraamklap loopt de weg langs het Boterdiep. Tussen Fraamklap en de Delleweg, de Fraamklapsterweg die in 2008 als rondweg van Middelstum gereedgekomen is, volgt de weg de Westerwijtwerdermaar en de Huizingermaar. De route van Winsum, Onderdendam, Fraamklap en Delleweg is globaal de oude route van de Delf, het gedeeltelijk verdwenen kanaal van Delfzijl naar de Lauwerszee van rond het jaar 1000. De Wijmersweg loopt vervolgens op slechts een paar kilometer afstand parallel aan deze oude route en eindigt in de nabijheid van het Damsterdiep dat er ook deel van uitmaakte.
Vanaf de aansluiting met de N360 bij Garrelsweer tot aan Middelstum ligt langs de N996 een vrijliggend fietspad. Vanaf de Tolweg bij Middelstum tot aan Fraamklap ligt er een fietspad op enige afstand op de Noordelijke oever van Huizinger- en  Westerwijtwerdermaar. Vanaf Fraamklap tot aan Winsum wordt de fietsroute gevormd door de verkeersluwe trekwegen aan de overzijde van Boterdiep en Winsumerdiep. 

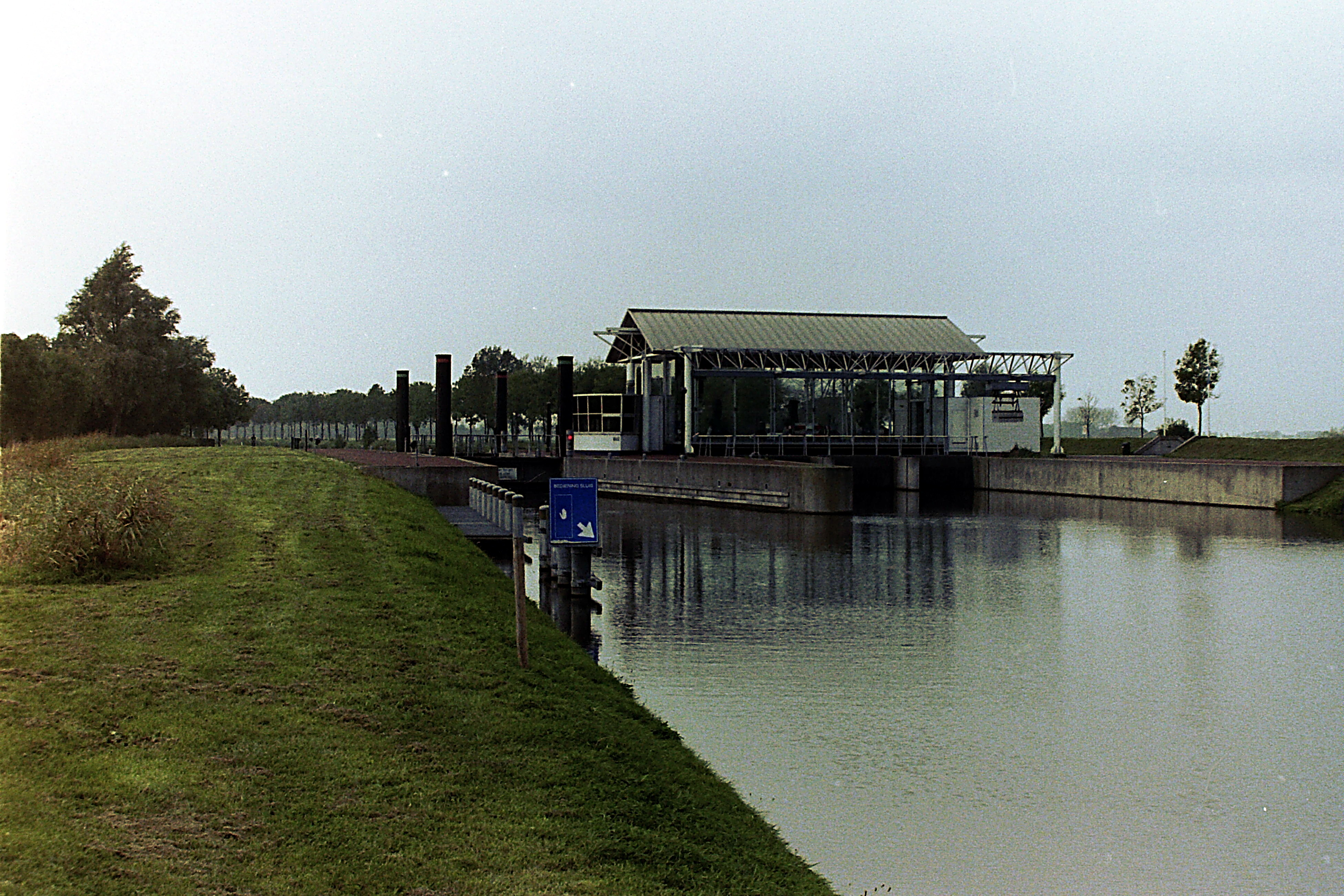
Gemaal Den Deel in het Boterdiep. De bomenrij aan de overzij loopt langs de N996
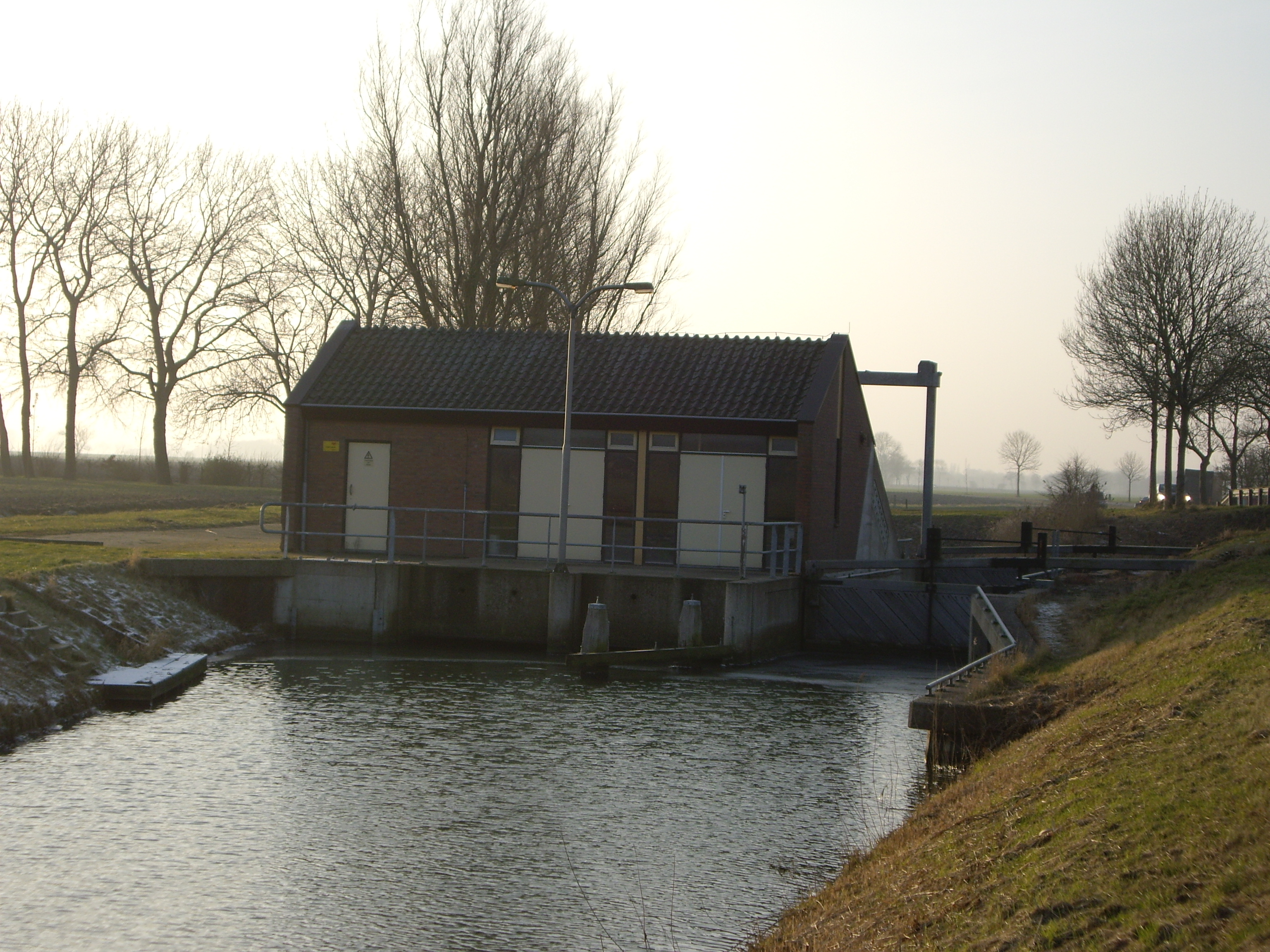
Gemaal Loppersum, met geheel rechts op de foto de N996
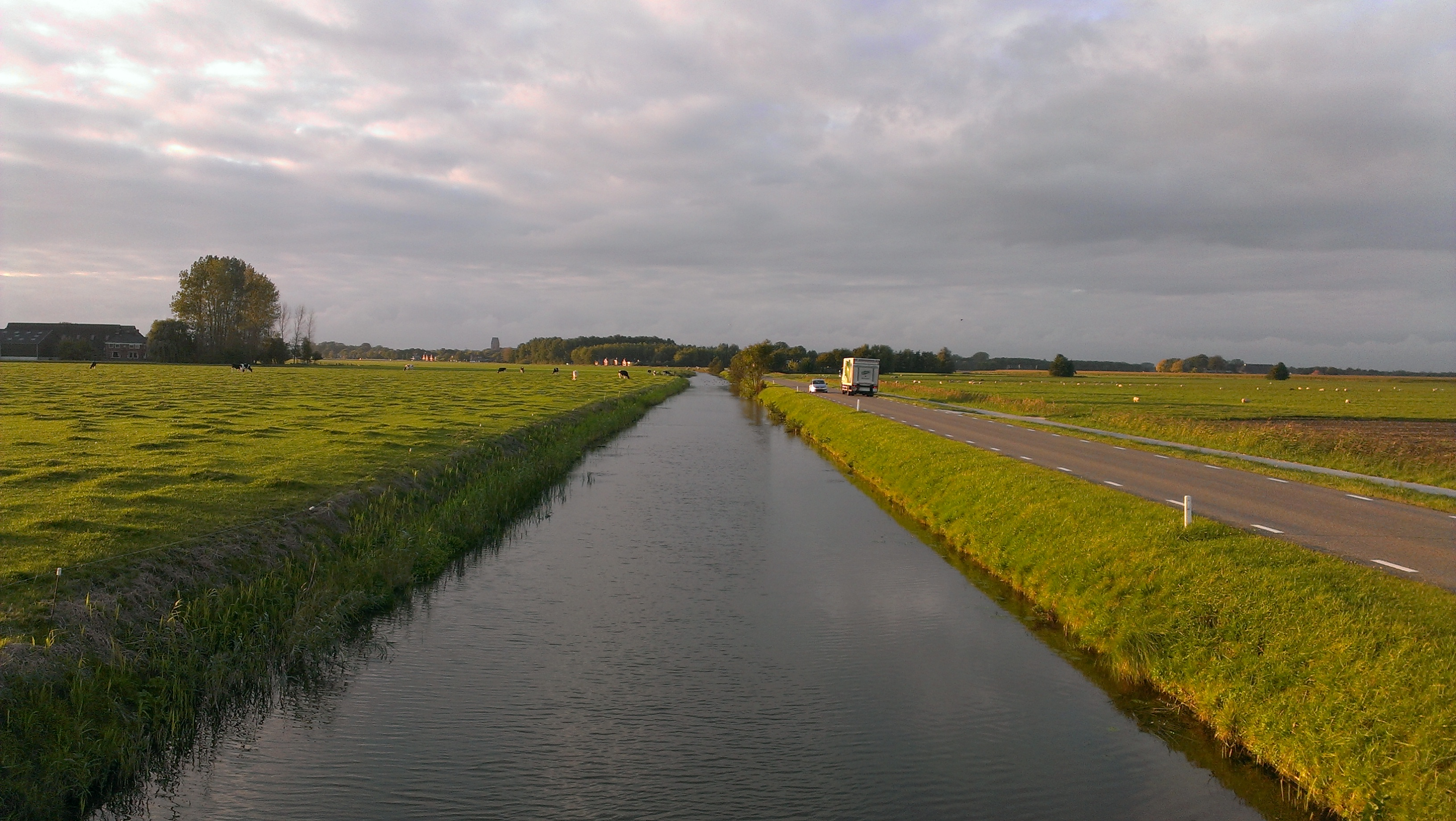
Lopster Wijmers en N996, op de achtergrond Loppersum

N34 · N46 · N351 · N353 · N354 · N355 · N356 · N357 · N358 · N359 · N360 · N361 · N362 · N363 · N364 · N365 · N366 · N367 · N368 · N369 · N370 · N371 · N372 · N373 · N374 · N375 · N376 · N377 · N378 · N379 · N380 · N381 · N382 · N383 · N384 · N385 · N386 · N387 · N388 · N390 · N391 · N392 · N393 · N398

N851 · N852 · N853 · N854 · N855 · N856 · N857 · N858 · N860 · N861 · N862 · N863 · N865 · N910 · N913 · N917 · N918 · N919 · N924 · N927 · N928 · N962 · N963 · N964 · N966 · N967 · N969 · N972 · N973 · N974 · N975 · N976 · N977 · N978 · N979 · N980 · N981 · N982 · N983 · N984 · N985 · N986 · N987 · N988 · N989 · N990 · N991 · N992 · N993 · N994 · N995 · N996 · N997 · N998 · N999

Cursief vermelde wegen zijn voormalige provinciale wegen.